# Silene ciliata
Silene ciliata är en nejlikväxtart. Silene ciliata ingår i släktet glimmar, och familjen nejlikväxter.

## Underarter
Arten delas in i följande underarter:
- S. c. arvatica
- S. c. ciliata